# Carpintaria naval na Amazônia
A carpintaria naval na Amazônia é um ofício ancestral de construção artesanal de embarcações por carpinteiros navais (mestres carpinteiros artesões) residentes na Região Norte do Brasil.
A carpintaria e a construção naval são importantes nesta região, onde comunidades amazônidas / regiões ribeirinhas são interligadas por muitos rios e igarapés, em uma extensa malha hidroviária de 22 mil quilômetros de rios navegáveis, onde algumas somente podem acessadas com uso de embarcações. Representando assim o meio de transporte mais comum por ser adaptável a este ambiente.
No estado do Pará, a região administrativa do "Baixo Tocantins" ou "Amazônia Tocantina" (formada pelas regiões imediatas de Abaetetuba e Cametá) até a década de 1980 foi o centro de Construção Naval do estado, com a produção de embarcações de vários portes, onde os estaleiros eram reconhecidos como escolas. A carpintaria naval é também muito praticada em outros municípios, com destaque para: Bragança; Vigia de Nazaré na Vila do Itapuá; Maracanã na Vila da Penha;
No estado do Amazonas, temos como exemplo Manaus.

## História
Os primeiros indícios da carpintaria naval na região amazônida encontram-se na época dos nativos da região, que utilizavam diáriamente canoas como meio de transporte fluvial, onde esse processo construtivo primário baseava-se na observação da natureza somado à necessidade de sobrevivência. Passando o tempo, a pequena canoa evoluíu para um modelo de embarcação moderna, mais adaptada às necessidades das novas gerações, que persistem até os dias atuais através do saber tradicional como um importante um item de necessidade básica para a subsistência dos ribeirinhos e indústria pesqueira de pequeno porte. Conforme o pesquisador Sérgio Cardoso de Moraes “a relação entre homens e águas remonta à origem de nossas vidas, dada a importância dos oceanos e rios na evolução da espécie humana”.

## Incentivo
Em 2012, o Ministério Brasileiro da Pesca e Aquicultura (MPA) realizou o Programa de Revitalização da Frota Pesqueira Artesanal (Revitaliza) em parceria com o Programa Nacional de Fortalecimento da Agricultura Familiar (PRONAF).